# گرفتن خورشید (فیلم)
گرفتن خورشید (انگلیسی: Catching the Sun) یک فیلم مستند در سال ۲۰۱۵ در مورد رشد صنعت انرژی خورشیدی است که در آوریل ۲۰۱۶ در نتفلیکس به نمایش درآمد. این فیلم به کارگردانی شالینی کانتایا شامل پرتره‌هایی از شخصیت‌های متنوع و نقش آنها در تجاری سازی انرژی‌های تجدید پذیر است.